# Ǿ
Ǿ, ǿ is een klinker en een letter die gebruikt wordt in het Deens. Het zeldzaam gebruik in het Deens blijft beperkt tot daar waar een onderscheid gemaakt dient te worden met een gelijkaardig woord met Ø. Als voorbeeld kan "hunden gǿr", ("de hond blaft") tegenover "hunden gør (det)", ("de hond doet (het)"). Vaak wordt Ǿ toch genoteerd als Ø, daar Ǿ niet beschikbaar is in de Deense Windows-toetsenbordlay-out. Op Deense mechanische schrijfmachines is het eenvoudig ´ (accent) boven elke letter te plaatsen.